# Borderlands
Borderlands је серијал акционих role-playing пуцачина из првог лица направљен од стране Gearbox Software-а и објављен од стране 2K Games на више платформи.
Серијал се састоји од четири игрице, свака са додатним садржајем за преузимање: Borderlands (2009), Borderlands 2 (2012), Borderlands: The Pre-Sequel (2014) од стране 2K Australia и Borderlands 3 (2019). Tales from the Borderlands (2014–2015) је екстензија бренда у облику игрице авантуре по епизодама од стране Telltale Games. 
Серијал је остварио комерцијални успех због свог гејмплеја базираног на скупљању плена од поражених непријатеља и могућности да игра четворо људи у тиму. До августа 2019. продато је 45 милиона копија Borderlands игара, од којих је 22 милиона Borderlands 2. 5 милиона копија Borderlands 3 је продато у првих пет дана по изласку игре, доводећи укупну зараду серијала до цифре од преко милијарду америчких долара. Филмска адаптација серијала је у производњи од стране Lionsgate-a.

## Гејмплеј
Главне игрице из серијала су пуцачине из првог лица са скупљањем плена, базираним на мапама отвореним за истраживање, са аспектима role playing игрица. Играч бира једног од доступних ликова који представљају ловце на трезоре (енгл. Vault Hunter) који су дошли на планету Pandora у потрази за чувеним трезором. Играч прати главну мисију и причу игрице на којој налеће на разна створења и бандите настањене на Пандори. Да би њих што ефикасније поразио може свог лика да опреми различитим моћима и наоружањем тако изражавајући свој начин играња. Напредовањем кроз задатке зарађујете паре и искуство у игрици.
Главна одлика Borderlands игрица је њен систем плена који насумично генерише наоружање које играч добија од непријатеља. Тај систем узима у обзир главне статистике и одлике оружја и насумично га додељује тако да ретко можете наићи на две потпуно исте пушке. Оне су категорисане по квалитету и сортиране по бојама, бела, зелена, плава, љубичаста и наранџаста, где би беле пушке биле најчешће, а наранџасте најпожељније и најређе. Први Borderlands је уведен у Гинисову књигу рекорда као игрица са највише могуће генерисаних верзија оружја са преко 17 милиона комбинација, где су следеће игрице само надоградиле на тај број. Тај систем насумичног наоружања се није односио само на играча већ и на непријатеље у игрици који би добијали оружје на исти начин. Једно од карактеристика оружја је то што је долазило у различитим елементима као што су ватра, отров, електрицитет, експозив, а у каснијим игрицама радијација и лед. Животиње у игрици су имале више варијација на једну врсту тако што су постојале елементарне верзије као и оклопне верзије.

## Радња

### Постава
Скоро све радње у игрицама се дешавају на Пандори. Радња Borderlands: The Pre-sequel је заправо на Пандорином месецу званом Елпис, док Borderlands 3 укључује још пар планета. Верује се да је Пандора богата са минералима и због тога пар великих корпорација ратује за контролу над планетом. Истраживањем и ископавањем компаније су пришле близу трезора и тако сазнају да је трезор у ствари страна технологија расе ванземаљаца за коју се веровало да је изумрла, Еридиани (енгл. Eridians). Та раса је оставила механичку заштиту у виду робота како нико не би пришао трезору. Компаније тада своју пажњу посвећују проналаску начина да превазиђу заштиту и отворе трезор. Трезор привлачи пажњу великом броју плаћеника као и ловцима на трезоре.

### Ликови
У свакој игрице из главне серије играч бира између више понуђених ловаца на трезоре. У првој игрици избор се своди на бившег војника Атлас корпорације Роланда (Roland), Мордекаија (Mordecai) у пратњи своје птице Блодвинг (енгл. Bloodwing), великог јаког борца званог Брик (Brick) и Лилит (Lilith) која је "сирена", људско биће појачано мистичним моћима Еридиана. У сваком тренутку у универзуму могу да постоје само 6 сирена и у случају да једна умре, њене моћи прелазе у неку другу особу која тада постаје сирена.
У другој игрици, играч бира између 6 понуђених ловаца: Акстон (Axton) који је бивши војник Дал (енгл. Dahl) корпорације, сирена Маја (Maya), човек ниског раста и кратких живаца Салвадора (Salvador), маскирани мистични убица Zer0 о коме се не зна ни да ли је човек. Накнадно су додата још 2 лика у избор, Гејџ (Gaige) млада девојка коју стално прати њен велики агресивни робот и Криг (Krieg) социопата и бивши бандит са подељеном личношћу.
У Borderlands: The Pre-sequel, већина главних ликова се појављује у претходним игрицама, Клептреп (енгл. Claptrap), Атина (Athena) је одбегли убица Атлас корпорације са којом играч сарађује у првој игрици у једној од додатних мисија, Ниша (Nisha) која између дешавања у Borderlands: The Pre-sequel и Borderlands 2 постаје дeвојка Џеку (Handsome Jack) и шериф на Пандори, киборг Вилхелм (Wilhelm) који стално воли да технолошки унапређује своје тело. И овде су додата још 2 лика у избор, баронеса Аурелија Хамерлок (Aurelia Hammerlock) и Џеков клон зван Тимоти (Timothy).
Borderlands 3 за сада има само 4 лика од којих играч може да бира свог, сирена Амара, бивши војник Моуз (Moze) са њеним ратним роботом, Зејн (Zane) који се ослања на своје технолошке справице и робот FL4K у пратњи његових љубимаца.
Неколицина ликова се појављује у више игрица. Мали жути робот звани Клептреп који је својим шармом и хумором постао нешто као маскота за игрице. Његова улога је била као пратња главном лику у игрицама осим у Borderlands: The Pre-sequel где је играч могао да изабере Клептрепа као свог лика. Главни непријатељ у Borderlands 2 Хендсом Џек који је власник Хајпирион (енгл. Hyperion) корпорације је заправо један од играчевих главних сарадника у Borderlands: The Pre-sequel док му дешавања у тој игрици не промене начин размишљања и мотиве.
Главни антагониста у првој игрици је Атлас корпорација и командант који је предводио њихову армију, командант Стил (Steele) која је такође сирена. У Borderlands: The Pre-sequel играч се бори против остатака војске Дал корпорације која их је оставила на Елпису, Пандорином месецу, и њиховом вођи Зарпедон (Zarpedon). У Borderlands 3 пар антагониста су брат и сестра близанци, Тајрин (Tyreen) и Трој (Тroy) од којих је Тајрин сирена и она дели своје моћи са њеним братом. 
Поред ликова које играч контролише има и споредних ликова који играчу дају мисије или служе као продавци код којих играч може да купује и продаје оружје. То су Патриша Танис (Patricia Tannis), научница и експерт за Еридијанску технологију, власница бара Мокси (Moxxi), њен син механичар Скутер (Scooter), тринестогодишњи експерт за експлозиве Тина (Tina), власник Торк (енгл. Torgue) корпорације господин Торк, доктор Зед (Zed) и још многи други.

### Синопсис
Убрзо након што Дал корпорација напусти Пандору на почетку Borderlands-a, четири ловца на трезоре долазе у потрази за њим – Лилит, Роланд, Брик и Мордекаи. Наводи их мистериозна девојка која себе зове Ејнџл (енгл. Angel) која је некако повезана директно у комуникациони систем Пандоре. Она им каже да треба да сакупе четири дела кључа и да буду спремни јер трезор може да се отвори само сваких 200 година и да се тај тренутак ближи. Када ловци успешно склопе кључ, Атлас корпорација жели да их спречи и да узме садржај трезора за себе. Ловци успевају да се одбране и да отворе трезор из којег излази велико чудовиште звано Уништитељ (енгл. Destroyer). Успевши да савладају чудовиште и врате га кроз пролаз из којег је изашло, ловци узимају сво благо што је остало.
У Borderlands: The Pre-Sequel, Џек, који је тада програмер у Хајпириону, открива још један трезор на Пандорином месецу, Елпису и унајмљује 4 ловца на трезоре. Уз њихову помоћ Џек успева да узме контролу над Хелиосом (енгл. Helios), свемирском станицом коју поседује Хајпирион, и одатле успевају да осигурају улаз у трезор. Унутра Џек наилази на чудну реликвију која Џеку показује његову будућност. У тој визији Џек види да ће успешно отворити други трезор на Пандори и добити контролу над монструмом из тог трезора.
Џек, након те визије постаје шеф Хајпириона и тако долази до позиције која му омогућује да испуни ту визију.
У Borderlands 2, четири нова ловца на трезоре долазе на Пандору кад се сазнаје да постоји још један трезор. Они се сусрећу са покретом отпора који је вођен од стране Роланда. Уједињеним снагама састављају тим и кључ потребни да се отвори трезор. Џек им тада одаје да је Ејнџл његова ћерка и да их је она цело време лагала. Ловци нападају утврђење где Џек држи Ејнџл. Тамо сазнају да је она сирена и да њу Џек држи против њене воље. Она се жртвује да би помогла ловцима и тиме се осветила свом оцу. Џек убија Роланда, киднапује Лилит и узима кључ јер му је потребна сирена да би активирао кључ. Ловци се окупе у њиховој бази и испланирају финални напад. Нападају трезор и Џек, бесан и спреман за освету, отвара трезор и добија контролу над монструмом које је изашло из трезора. Након што ловци поразе и монструма и Џека, прикаже им се мапа ка осталим трезорима широм галаксије.
Дешавања Borderlands 3 су седам година након краја Borderlands 2. Покрет отпора вођен од стране новог лидера, Лилит, регрутује још 4 ловца на трезоре. Сирене близанци, Тајрин и Трој, приморавају покрет отпора да својим свемирским бродом побегну са Пандоре. Покрет отпора налази и отвара 4 трезора широм галаксије што их доводи до финалног окршаја са Тајрин где ловци успевају да је поразе, а Лилит се жртвује како би спречила уништење Пандоре.

## Друге медије

### Музика
Музика у игрици је направљена од стране Џеспер Кида (енгл. Jesper Kyd), Раизон Варнера (енгл. Raison Varner) и Крис Велсаскоа (енгл. Cris Velasco). Објављена је 2009. заједно са игрицом под називом Borderlands: Original Soundtrack састојећи се од 27 песама.
Музика за наставак, од истих композитора, је објављена заједно са другом игрицом под називом Borderlands 2: Original Soundtrack 2012. године са 23 песме.

### Стрипови
Четири издања минисерије стрипова, Borderlands: Origins, објављени су у новембру 2012. године. Написани су од стране Мики Њумана (енгл. Mikey Neumann), оригиналног писца приче за прву игрицу и причају о томе како су се прва четири ловца на трезоре срели на почетку прве игрице, попуњавајући њихову причу и намештајући радњу за игрице. Називи стрипова су:
- Borderlands: Origins Roland
- Borderlands: Origins Lilith
- Borderlands: Origins Mordecai
- Borderlands: Origins Brick
- Borderlands: Origins Collected Edition

### Филм
Филмска адаптација је у изради од стране Lionsgate корпорације од јуна 2019. године. Директор Gearbox-a Ренди Пичфорд (Randy Pitchford) и директор Take-Two Interactive-а Страус Зелник (Strauss Zelnik) су извршни продуценти филма. Крег Мезин (Craig Mazin) је програшен за писца филма.